# Contea Palatina di Svevia
La Contea Palatina di Svevia fu uno stato del Sacro Romano Impero creato all'interno del ducato di Svevia verso la fine del IX secolo. Dal 1344 fu unita permanentemente alla contea di Württemberg.

## Storia

### I primi conti palatini
Nell’880 il re dei Franchi Orientali Ludovico III nominò conte palatino di Svevia l’ahalolfingio Bertoldo, al quale nell’892 successe il figlio Ercangero. Ercangero, che era missus dominicus, si alleò con il vescovo di Costanza Salomone III contro il duca di Svevia Burcardo I, che riuscirono a far giustiziare per alto tradimento nel 911. Nel 913 i rapporti tra Ercangero e il re dei Franchi Orientali Corrado I di Franconia si deteriorarono, ma il conte palatino riuscì a riappacificarsi con il sovrano facendogli sposare sua sorella Cunegonda. Tuttavia, il riavvicinamento al re di Germania rappresentò la rottura dell’alleanza con il vescovo di Costanza, che venne fatto incarcerare da Ercangero nel 914. Corrado I fece scarcerare il vescovo Salomone ed esiliò Ercangero, ma l’anno successivo il conte palatino tornò in Svevia per combattere gli Ungari insieme al fratello minore Bertoldo, a Burcardo II di Svevia e ad Arnolfo di Baviera. Sempre nel 915, Ercangero e Burcardo II si ribellarono contro Corrado I, che venne sconfitto nella battaglia di Wahlwies nell'Hegau, a seguito della quale Ercangero venne riconosciuto duca di Svevia. Poco dopo, però, venne sconfitto e incarcerato e nel settembre 916 venne condannato alla reclusione in monastero presso un'alta corte di Hohenaltheim. Nonostante il tentativo d’intercessione di Salomone di Costanza, Ercangero venne giustiziato il 21 gennaio 917. Dei conti palatini di Svevia si perdono le tracce fino al 1030, quando venne nominato conte palatino di Svevia Federico I. Federico I era conte di Riesgau e figlio del conte di Himgau Sigeardo V della stirpe dei Sigeardingi. Il conte palatino Federico I è stato spesso identificato con il trisnonno di Federico Barbarossa, ma non esistono prove in grado di dimostrare inconfutabilmente ciò. Attorno al 1070 gli successe come conte palatino di Svevia Manegoldo il Vecchio, il quale è stato indicato come figlio di Federico di Büren, ancora una volta senza che ci fossero prove definitive al riguardo. Manegoldo il Vecchio fondò il monastero di Langenau insieme alla moglie e durante la lotta per le investiture si schierò contro il re dei Romani Enrico IV di Franconia. Manegoldo il Vecchio morì poco prima dell’estate del 1094 e gli successe il fratello Ludovico I, già conte di Staufen e cofondatore della chiesa della Santa Fede di Sélestat. Nel 1103 morì Ludovico I e il titolo di conte palatino di Svevia passò a suo figlio, il conte di Westheim Ludovico II, che morì nel 1112. Alla morte di Ludovico II i figli di Manegoldo il Vecchio divennero in sequenza conti palatini di Svevia: Manegoldo il Giovane, in carica fino al 1125, e Adalberto, conte di Lauterburgo e conte palatino di Svevia dal 1125 al 1146.

### La casa di Tubinga

Stemma della Casa di Tubinga.

Una volta morto Adalberto, probabilmente in virtù della fedeltà mostrata alla dinastia Hohenstaufen, il re dei Romani Corrado III di Svevia assegnò la contea palatina di Svevia a Ugo I di Tubinga e la sua dinastia, che fece di Tubinga il principale centro della contea palatina, la mantenne fino a circa la metà del XIV secolo. Ugo I morì nel 1152 e il figlio Federico divenne conte palatino di Svevia con il nome di Federico II. Federico II morì senza eredi nel 1162 e gli successe il fratello Ugo II, che sposò l'ereditiera Elisabetta di Bregenz. Grazie alla moglie ereditò Bregenz e altre proprietà nella Rezia curiense, a Tettnang e a Sigmaringen. Gießen, invece, fu venduta ai Langravi d'Assia nel 1264. Nel 1171 Ugo II fondò il monastero Marchtal e morì nel 1182. Ugo III, secondogenito di Ugo II, fu il fondatore della linea dei conti di Montfort.
Il conte palatino di Svevia Rodolfo I, primogenito di Ugo II, fondò il monastero di Bebenhausen intorno al 1183. Sposò la contessa di Gleiberg Matilde di Gießen e il secondogenito della coppia, Guglielmo I, fondò il ramo di Asperg-Gießen-Böblinger.
Rodolfo I morì nel 1219 e il successivo conte palatino di Svevia fu il suo primogenito Rodolfo II, morto nel 1267, che ottenne il governo su Horb, Herrenberg e Tubinga. Nel 1247 divenne conte palatino di Svevia Ugo IV, primogenito di Rodolfo II.
Il secondogenito di Rodolfo II, Rodolfo III detto Rodolfo di Scheer, fu il fondatore del ramo di Herrenberg e suo figlio Eberardo successe a Ugo IV come conte palatino di Svevia nel 1267.
Nel 1294 Eberardo vendette la contea palatina di Svevia al cugino Goffredo I, conte di Böblingen e nipote di Guglielmo I. Goffredo I morì nel 1316 e gli successe il figlio Guglielmo II, a sua volta scomparso nel 1327. L'ultimo conte palatino di Svevia della casa di Tubinga fu Goffredo II, figlio di Guglielmo II, che nel 1344 vendette la contea palatina al conte di Württemberg Ulrico III.

## Conti palatini di Svevia
Ahalolfingi 
- Bertoldo (880 – 892)
- Ercangero (892 – 917)

 Non dinastici 
- Federico I (1030 – 1070)
- Manegoldo il Vecchio (1070 – 1094)
- Ludovico I (1094 – 1103)
- Ludovico II (1103 – 1112)
- Manegoldo il Giovane (1112 – 1125)
- Adalberto (1125 – 1146)

 Casa di Tubinga 
- Ugo I (1146 – 1152)
- Federico II (1152 – 1162)
- Ugo II (1162 – 1182)
- Rodolfo I (1182 – 1219)
- Rodolfo II (1219 – 1247)
- Ugo IV (1247 – 1267)
- Eberardo (1267 – 1294)
- Goffredo I (1294 – 1316)
- Guglielmo II (1316 – 1327)
- Goffredo II (1327 – 1344)

 Casato di Württemberg 